# 勒星頓 (維吉尼亞州)
萊辛頓（英語：Lexington）是美国弗吉尼亚州中西部的一個獨立市。列克星敦是羅克布里奇縣县治，但是不属于该县。面積6.4平方公里。根據2020年美國人口普查，共有人口7320人。勒星頓成立於1965年12月31日。城名以打响美國獨立戰爭第一枪的列克星敦和康科德战役命名。
列克星敦是维吉尼亚军事学院和华盛顿与李大学的所在地。